# Lipophrys pholis
Lipophrys pholis е вид бодлоперка от семейство Blenniidae. Видът не е застрашен от изчезване.

## Разпространение и местообитание
Разпространен е в Белгия, Великобритания, Германия, Гибралтар, Гърнси, Джърси, Ирландия, Испания, Мароко, Нидерландия, Норвегия, Португалия и Франция.
Обитава крайбрежията на морета. Среща се на надморска височина от 0 до 32,4 m.

## Описание
На дължина достигат до 5,5 cm.
Продължителността им на живот е около 10 години.